# Miranda Liu
Miranda Liu (Redwood City, 1996 –) hegedűművész.
2016-ban, 19 évesen lett Magyarország legfiatalabb koncertmestere a Concerto Budapest Szimfonikus Zenekarnál, emellett a Central European String Quartet első hegedűse, a New Millennium Nemzetközi Kamarazenei Fesztivál művészeti vezetője.

### Tanulmányok
Miranda Liu fiatal kora ellenére számos hazai és a nemzetközi klasszikus zenei színpadon fellépett már, valamint több nemzetközileg elismert projekt résztvevője. Miranda már három évesen édesanyjával koncertezett, ekkor még ígéretes zongoristaként. Később azonban a hegedű vált első hangszerévé, és ezzel a hangszerrel lett a salzburgi Leopold Mozart Institut tanulója is Paul Roczek növendékeként. Tizennégy évesen már a Mozarteum Egyetem alapszakos hallgatója volt, ezután pedig a Liszt Ferenc Zeneakadémián folytatta tanulmányait Perényi Eszter osztályában, ahol summa cum laude diplomázott 2015-ben alapszakos hallgatóként. 2017-ben megszerezte mesterszakos diplomáját a Zeneakadémia, ahol ezt követően a nagy múltú egyetem történetének legfiatalabb doktorandusza lett. Második Erasmus-ösztöndíjának keretein belül jelenleg a londoni Guildhall School of Music and Drama hallgatója Keller András növendékeként.

### Koncertek
Miranda Liu több száz koncertet adott versenyművek szólójátékosaként, hangversenyszólistaként, kamarazenészként és koncertmesterként az Amerikai Egyesült Államokban, Ausztriában, Magyarországon, Belgiumban, Csehországban, Angliában, Franciaországban, Németországban, Olaszországban, Spanyolországban, Észtországban, Litvániában, Lengyelországban, Portugáliában, Romániában, Horvátországban, Szlovéniában, Svájcban, Kínában, Tajvanon és Koreában.

### Fontosabb koncerthelyszínek
- Carnegie Hall, New York
- Verizon Hall, Philadelphia
- Veterans Memorial Auditorium, Providence
- New World Center, Miami Beach
- Horvát Zenei Intézet, Zágráb
- National Philharmonic Hall, Vilnius
- Palacio de Festivales de Cantabria, Santander
- Konzerthaus-Mozartsaal, Bécs
- Radio Society Concert Hall, Bukarest
- Liszt Ferenc Zeneakadémia, Budapest
- Művészetek Palotája, Budapest
- Pesti Vigadó, Budapest
- Kodály Központ, Pécs
- Wiener Saal, Carabiniersaal, Solitärsaal, Salzburg
- Barbican Centre, London
- Wigmore Hall, London

### Fesztivál fellépések
- New Millennium Nemzetközi Kamarazenei Fesztivál és Mesterkurzus, Budapest
- Kamara.hu, Budapest
- Művészetek Völgye (Magyarország)
- Klassz a pARTon! (Magyarország)
- Petfői Irodalmi Múzeum Nyári Fesztivál (Magyarország)
- "Music without Borders" Festival (Magyarország)
- A Hallgatás Napja Fesztivál (Magyarország)
- Festival Groba (Spanyolország)
- Encuentro de Música y Academia de Santander (Spanyolország)
- Festspiele Mecklenburg-Vorpommern (Németország)
- International Musicians Seminar Prussia Cove (Egyesült Királyság)
- London Master Classes (Egyesült Királyság)
- Boston University Tanglewood Institute (Egyesült Államok)
- Meadowmount School of Music (Egyesült Államok)
- Musica Mundi Chamber Music Festival (Belgium)
- Sommerakademie Biel (Svájc)
- Sommerakademie PragWienBudapest (isa)
- Sommerakademie Mozarteum Salzburg (Ausztria)
- Salzburger Kammermusik Festival (Ausztria)
- Carl Flesch Akademie Baden Baden (Németország)
- Oberlin College Baroque Performance Institute (Egyesült Államok)
- Music Academy of the West (Egyesült Államok)
- MTAC New Music Festival (Egyesült Államok)

### Szólófellépések zenekarokkal
- Concerto Budapest Szimfonikus Zenekar
- New World Symphony
- Las Vegas Philharmonic
- Rhode Island Philharmonic Orchestra
- Lithuanian National Symphony Orchestra
- Redwood Symphony
- National Radio Orchestra of Romania
- Krakow Philharmonic Orchestra
- Lithuanian National Symphony Orchestra
- Rhode Island Philharmonic Orchestra
- Philharmonisches Orchester Budweis
- Norddeutsche Philharmonie Rostock
- Duna Szimfonikus Zenekar
- New World Symphony of Florida
- Las Vegas Philharmonic
- Philharmonie Salzburg
- Solti György Kamarazenekar
- Orquestra de Cámara Galega
- Ensemble de Cuerdas del Encuentro Santander
- Váci Szimfonikus Zenekar
- Anima Musicae Kamarazenekar
- West Bohemian Symphony Orchestra
- Neues Sinfonieorchester Berlin
- Balassagyarmati Kamaraegyüttes
- Redwood Symphony
- Baroque Orchestra of New Jersey
- Starling Chamber Orchestra Cincinnati
- Old York Road Symphony

### Díjak, kitüntetések
- 1.díj, Országos Egyetemi Hegedűverseny Henryk Wieniawski Emlékére (Györ, 2016)
- 1. díj, ,,Zene határok nélkül" Nemzetközi Weiner Leó Versenye (Balassagyarmat, 2016)
- 1. díj, Lima Szimfonikus Zenekar Vonós Versenye (Ohio, 2016)
- Nagydíj, „rektori küldöndíj”: Dohnányi Ernő Országos Kamarazenei Verseny (Debrecen, 2016)
- 1. díj, kortárs mű legjobb előadásáért különdíj, a verseny fődíja: Nemzetközi Hegedűverseny “Young Virtuoso” (Zágráb, 2015)
- 1. díj, Alexander & Buono Nemzetközi Vonós Verseny (New York, 2015)
- 1. díj és kortárs mű legjobb előadásáért különdíj: Magyar Országos ,,Zathureczky Ede Emlékverseny”
- Aranyérem: Forte Nemzetközi Zenei Verseny (New York, 2014)
- 1. díj, Magyar „Zene határok nélkül” Nemzetközi Kortárszenei Verseny (Balassagyarmat, 2013)
- 1. díj, New World Symphony Young Artist Concerto Competition (Florida, 2012)
- 1. díj, Rhode Island Philharmonic Orchestra Concerto Competition (Providence, 2011)
- 1. díj, Las Vegas Philharmonic Young Artists’ Competition (Las Vegas, 2011)
- 1. díj, American Protégé Nemzetközi Zongora- és Vonósverseny (New York, 2009)
- 1. díj, Old York Road Symphony Young Artist Competition (Pennsylvania, 2008)
- 1. díj, Delaware Valley Philharmonic Orchestra Competition (Pennsylvania, 2005)
- Győztes, Köztársasági Ösztöndíj, Magyarország (2015/2016)
- Győztes, Bank of China Ösztöndíj, Magyarország (2015/16)
- Győztes, Zeneakadémia Alapítvány Ösztöndíj, (2015)
- Győztes, Zeneakadémia Baráti Köre Ösztöndíj (2014, 2015)
- Győztes, National Young Arts Foundation, Florida (2015)
- Győztes, Erasmus-ösztöndíj, Ausztria (2013)
- „Laureate” díj és közönségdíj, Balys Dvarionas Nemzetközi Hegedűverseny (Vilnius, 2016)
- 2. díj, Weiner Leó Országos Kamarazenei Verseny (Budapest, 2016)
- 2. díj, Nemzetközi Kamarazenei Verseny “Alpe Adria” (Udine, 2015)
- 2. díj, New York Nemzetközi Művészek Hegedűversenye (New York, 2014)
- 2. díj, Enkor Nemzetközi Verseny (Düsseldorf, 2014)
- 2. díj, Nemzetközi Verseny Fiatal Vonós Szólistáknak (Svájc, 2011)

### Rádiós és televíziós megjelenések
- M1
- M2 Petőfi TV
- M5
- Hír TV
- MTVA
- Klasszik Rádió 92.1
- Bartók Rádió
- Kossuth Rádió
- Karc FM
- Sláger Rádió
- Echo TV
- Civil Rádió
- Magyar Katolikus Rádió

### Online- és print megjelenések/interjúk
- Fidelio
- Papageno
- programguru.hu
- kultura.hu
- kortarsonline.hu
- szeretlekmagyarorszag.hu
- Népszava
- Magyar Narancs
- Magyar Demokrata

#### Németország
- NDR 1 Radio MV
- Deutschlandradio Kultur

#### Ausztria
- Ö1 Talentebörse

További országok: Amerikai Egyesült Államok, Spanyolország, Szlovénia, Belgium, Csehország.